# Clementoni
Clementoni S.p.A. è una società italiana, che si occupa della produzione di giocattoli educativi, con sede a Recanati.
(Mario Clementoni - fondatore dell'azienda)

## Storia
L'azienda nasce nel 1963 ad opera di Mario Clementoni (Potenza Picena, 27 gennaio 1925 - Recanati, 10 ottobre 2012) che, dopo un'esperienza nel mondo degli strumenti musicali a Pesaro, decide di iniziare a produrre un prodotto all'epoca ancora poco conosciuto in Italia: il gioco da tavolo.
Intraprende l'attività con la moglie Matilde e poche persone che lavoravano a mano, in maniera artigianale. I primi prodotti sono realizzati pezzo per pezzo nel garage di casa, a Recanati. Il primo gioco è la Tombola della canzone legata alle canzoni più famose del periodo, quindi Portobello, Befana, Mago Silvan.
Nel 1967 ottiene un importante successo commerciale con la presentazione sul mercato del gioco in scatola Sapientino.
Nei primi anni settanta ottiene la licenza per la produzione dei prodotti a marchio Walt Disney con titoli come Colpo grosso a Topolinia (1973), Paperone contro i bassotti, Robin Hood (1976), Carosello a Disneyland, Petrol, Mondo papero, Elliott il drago invisibile, Week end; mentre nel 1979 la partnership con la Texas Instruments porta alla distribuzione del gioco Grillo Parlante.
Nel 2012, alla morte del padre Mario, la guida dell'azienda passa al figlio Giovanni. In azienda lavorano con ruoli diversi anche gli altri fratelli: Stefano, Pierpaolo, Patrizia.
Nel 2013, a seguito dell'enorme successo del videogioco Ruzzle, Clementoni pubblica l'omonimo gioco da tavolo.
Nel 2015, vi è stata la "rivisitazione" grafica dello storico personaggio di Sapientino che nel 2017 festeggia i 50 anni, mettendosi ad insegnare robotica ai bambini.

## Produzioni principali

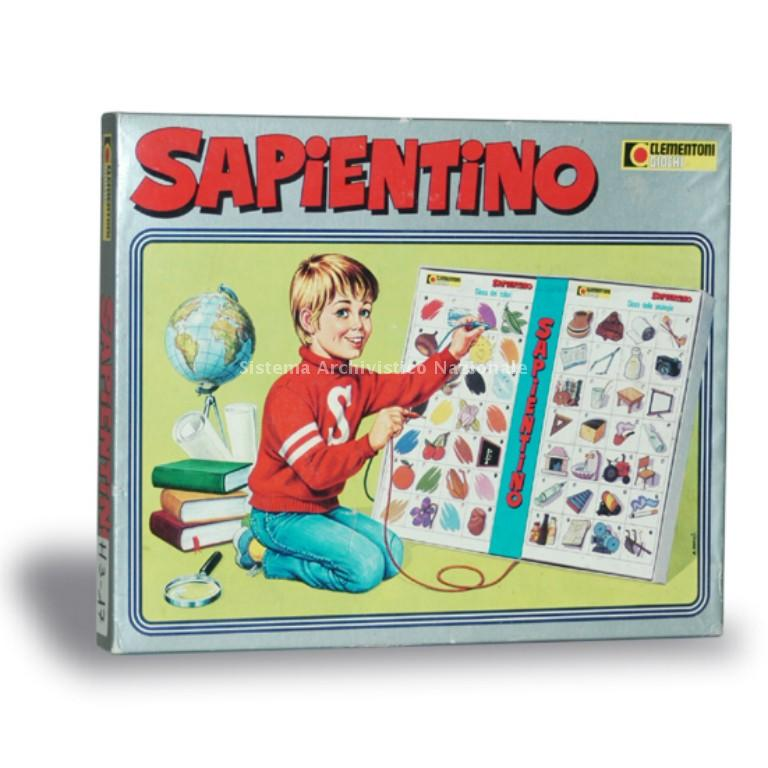
Immagine pubblicitaria del gioco da tavolo Sapientino, 1970 ca

- Sapientino
- Grillo Parlante
- Tombolissima
- Giochi Prima Infanzia
- Costruzioni Morbide
- Giochi Educativi
- Giochi Creativi
- Giochi Scientifici
- Tablet e App
- Puzzle
- Giochi di Società
- Computer Kid

## Archivio
L'archivio della Clementoni è conservato a Recanati, presso la sede dell'azienda stessa, nel fondo omonimo (estremi cronologici: 1963 - 2011), ed è suddiviso in base all'attività aziendale: Ricerca e sviluppo, Marketing, Amministrazione, Personale. La documentazione relativa agli "Stampi" (stampaggio su materiale plastico effettuato presso lo stabilimento di Contrada Santa Croce) e alla produzione pubblicitaria è schedata in formato elettronico e corredata di fotografie.